# Liste des personnages de Flash
 (février 2018).
Si vous disposez d'ouvrages ou d'articles de référence ou si vous connaissez des sites web de qualité traitant du thème abordé ici, merci de compléter l'article en donnant les références utiles à sa vérifiabilité et en les liant à la section « Notes et références ».

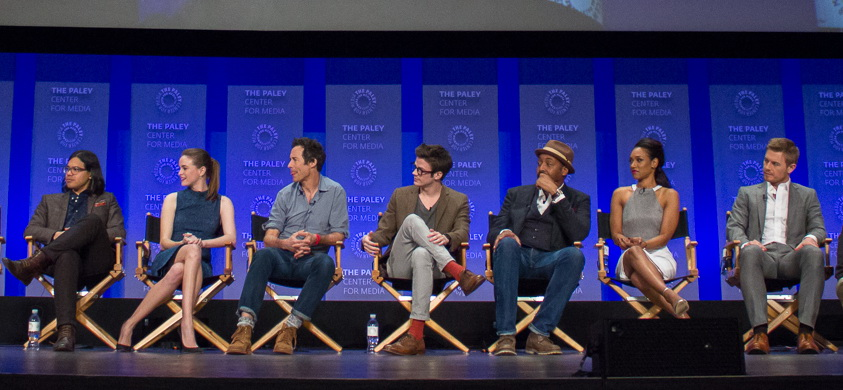
Le casting de The Flash en 2015

La liste des personnages de Flash, série télévisée américaine développée par Greg Berlanti, Andrew Kreisberg et Geoff Johns, est basée sur les personnages DC Comics provenant de l'univers de Flash, apparus dans la série télévisée.

## Personnages principaux

### Barry Allen /Flash
Enquêteur adjoint de la police scientifique de Central City. Il reçoit ses pouvoirs, à la suite de l'accident à STAR Labs (en) lors du lancement de l'accélérateur de particules créé par le Dr Harrison Wells (qui est en réalité Eobard Thawne / Nega-Flash) ; la foudre le frappe dans son laboratoire et le plonge dans le coma pendant neuf mois. À la suite de cet événement, il se retrouve doté d'une vitesse extraordinaire. Barry constate également que son pouvoir lui permet de courir sur l'eau et de voyager dans le temps mais aussi de voyager entre les terres parallèles. Dès lors, il décide de se servir de ses pouvoirs pour combattre les personnes qui ont hérité de pouvoirs et s'en servent à mauvais escient.
À la fin de la deuxième saison, très affecté par la mort de son père, il décide de retourner dans le passé pour sauver sa mère (premier évènement qui a entraîné tous les changements de sa vie), provoquant ainsi le Flashpoint.
Lors de la troisième saison, voyant que les souvenirs de son ancienne vie commencent à s'effacer, il décide de retourner dans le passé afin de laisser sa mère mourir, annuler le Flashpoint et ainsi retrouver son ancienne vie. Toutefois, ses voyages dans le temps ont provoqué de nombreux changements dans sa vie. Lors de son combat contre Savitar, le dieu de la vitesse et ennemi de cette saison, il se fait accidentellement projeter dans le futur et voit Iris se faire tuer par Savitar lui-même. Dès lors, il s'efforce de découvrir l'identité de Savitar, tout en cherchant comment sauver la vie d'Iris, qu'il aime profondément. Il finit par apprendre que Savitar n'est autre qu'un double temporel de lui-même, qui s'est tourné vers le mal. Après avoir tenté de le faire changer de bord dans le final de la troisième saison, Barry réussit à vaincre Savitar, qui est abattu par Iris. Finalement, Barry fait ses adieux à Iris et à l'équipe et choisit volontairement de se retirer dans la Vitesse Pure afin de trouver la rédemption pour avoir provoqué le Flashpoint, réalisant que c'est la seule façon de sauver Central City.
Dans la quatrième saison, il est libéré à l'aide de ses amis au bout de six mois. Iris lui en veut de l'avoir abandonnée, même si c'était pour la bonne cause, puis ils se réconcilient et se marient plus tard durant le crossover annuel Crisis on Earth-X où il rencontrera pour la première fois une jeune adolescente mystérieuse et retrouvera un autre vestige du Reverse-Flash. Barry et son équipe découvrira que sa libération a été préméditée et commanditée par Clifford DeVoe, un méta-humain extrêmement intelligent. Flash et son équipe ont la mission d'empêcher DeVoe d'arriver à ses fins et retrouver les douze méta-humains qu'il a créé avant lui. 
Barry retrouve par ailleurs Ralph Dibny, un ancien subordonné congédié au début de sa carrière dans la police scientifique, devenu détective privé. Dans son combat contre le Penseur, Barry se fera piéger et ira même en prison avant d'être libéré. Il perdra temporairement son travail après son passage en prison, alors que DeVoe récupère un à un les pouvoirs des douze métahumains. Devoe finit par récupérer les pouvoirs de Ralph et semble le tuer, mais lors du final, Barry pénètre dans l'esprit de DeVoe, parvient à le vaincre et récupère Ralph, qui a en réalité survécu. Plus tard, la mystérieuse adolescente apparue quelquefois au cours de la saison, s'invite à la fête des West, de la naissance de la fille de Joe et Cécile et révèle qu'elle est Nora, la fille de Barry et Iris venue du futur.
Dans la cinquième saison, Barry et Iris apprennent à connaître leur fille. Le jeune scientifique apprend que dans le futur d'où vient Nora, il est mort avant la naissance de sa fille qui ne l'a jamais connu. Tout au long de la saison, il s'efforce de lutter contre Cicada, un homme qui a été infecté par de la matière noire. Il a depuis développé des capacités mais est condamné à court terme. Barry et ses amis finiront heureusement par le guérir. Mais sa nièce le remplacera et afin de la vaincre ils devront détruire la dague en permettant à Tahwne (dont le pouvoir est contenu par la dague) de se libérer de prison et de faire disparaître Nora.

### Iris West-Allen
Iris est la fille de l'inspecteur West et la meilleure amie de Barry, avec qui elle a grandi après la mort de sa mère et l'arrestation de son père. Elle a une obsession pour Flash et possède un blog qui lui est entièrement consacré sans savoir que c'est en réalité Barry. Elle est en couple avec Eddie Thawne, mais semble tout de même éprouver des sentiments pour Barry.
Elle apprend le secret de Barry à la fin de la première saison, ce qui lui permet ensuite de faire partie intégrante de l'équipe de Star Labs.
Lors de la deuxième saison, elle découvre qu'elle a un frère. Au fur et à mesure de la saison, elle s'aperçoit qu'elle tient énormément à Barry et décide de lui avouer son amour pour lui. Après avoir bien réfléchi, ils décident de sortir ensemble.
Dans la troisième saison, Barry et Iris emménagent ensemble et Barry la demande en mariage par la suite. Cependant sa vie est bouleversée à cause du Flashpoint, elle ne parle plus avec son père, au fait que ce dernier lui ait caché que sa mère était encore en vie. Elle se réconcilie avec lui, après avoir appris la vérité sur le voyage de Barry. Cependant l'avenir d'Iris sera menacé par Savitar : Barry lui avoue l'avoir vue se faire tuer par le Dieu de la Vitesse, lorsqu'il s'est fait projeter dans le futur et cherche par tous les moyens de changer son avenir. Finalement, Iris survit de son destin tragique, avec le sacrifice d'H. R. qui avait pris son apparence. Après la bataille contre Savitar, Barry refuse de tuer son double maléfique, et Iris s'en charge à sa place.
Dans la quatrième saison, en l'absence de Barry, Iris reprend les rênes de la Team. À la différence d'elle qui refuse de libérer Flash, de peur de mettre la ville en danger, ses amis réussissent à le libérer et Iris le sort de sa catatonie. Après le retour de Barry, Iris lui redonne son poste de chef, devient le centre de contrôle de la Team et redevient journaliste. Sa relation avec Barry est au début tendue, mais ils finissent par se réconcilier et se marier. Iris doit désormais surmonter les agissements de leur ingénieux adversaire, le Penseur, Clifford DeVoe, sur son mari et les nouveaux méta-humains créés par sa libération. L'un d'entre eux, transfère l'ADN méta-humaine de Barry à Iris, qui fait d'elle le nouveau Flash aux éclairs violets, le temps d'un épisode.
Iris découvre avec surprise l'existence de sa fille Nora, venue du futur. Nora n'a pas connu Barry, qui est mort (dans ce futur alternatif) avant sa naissance, et a donc grandi avec Iris, qui lui a caché l'existence de ses pouvoirs. Iris s'efforcera donc de regagner la confiance de sa fille, même si elle n'y est pour rien.
Dans la sixième saison, Iris se retrouve confrontée à Barry, qui a été corrompu par les pouvoirs de Ramsey Rosso, le nouvel antagoniste, mais elle réussit à le ramener à la raison. Par la suite, alors qu'elle mène une enquête, elle est aspirée dans une dimension et remplacée par un double auprès de Barry. Elle y rencontre Eva, une scientifique enfermée depuis des années dans cette dimension, qui finit par lui révéler que c'est elle qui l'a créée pendant une expérience. Eva finit par sortir de cette dimension et abandonne Iris.

### Joe West
Joe West est le père d'Iris et de Barry qu'il considère comme son propre fils à la suite de la mort de la mère de Barry et l'incarcération d'Henry. Il va apprendre en saison 2 qu'il a un fils nommé Wally. Joe est également lieutenant de la police de Central City et fait partie de la Team Flash chez Star Labs. 
Il tombe amoureux de la procureure Cecile Horton, qui lui donnera une fille Mais Iris a des pouvoirs.

### Cisco Ramon / Vibe
Cisco est un génie en ingénierie mécanique et le plus jeune membre de l'équipe de scientifiques à STAR Labs. Élément comique de l'équipe, Cisco aime donner des surnoms aux méta-humains combattus par Barry et fait des références régulières à la culture geek. Il est révélé à la fin de la saison que l'accélérateur de particules l'a également affecté.
Dans la deuxième saison, il s'avère qu'il est capable d'avoir des visions de ce qui se passe sur Terre-2. Plus tard, il devient même capable d'ouvrir des portails vers cet univers alternatif.
Dans la troisième saison, son frère est mort à la suite du Flashpoint, provoquant un froid entre Cisco et Barry, mais il finit par lui pardonner. Il rencontre Gypsy, une méta-humaine avec des pouvoirs similaires aux siens, avec qui il flirte régulièrement.
Dans la quatrième saison, il rencontrera le père de Gypsy, Breacher, lui aussi capable d'ouvrir des brèches inter-dimensionnelles mais dont les pouvoirs faiblissent. À la fin de la saison, Cisco et Gypsy se séparent.
Dans la cinquième saison, il est blessé temporairement par Cicada et trouve un remède avec Caitlin pour guérir les méta-humains de leur pouvoir. Il tombe amoureux d'une jeune barmaid, Kamila, et s'installe avec elle. Il choisit de renoncer à ses pouvoirs pour ne pas la mettre en danger. 

### Caitlin Snow / Killer Frost
Caitlin est une experte en bio-ingénierie, dont le fiancé Ronnie est présumé mort pendant l'explosion de STAR Labs. Elle découvre finalement que celui-ci n'est pas mort, mais qu'il a fusionné avec un chercheur nommé Martin Stein et ainsi acquis des pouvoirs pyrokinétiques. Une fois que les deux hommes ont été séparés et ont compris la nature de leur nouvelle relation, Caitlin se marie avec Ronnie. Ce dernier meurt toutefois dans le premier épisode de la deuxième saison, laissant Caitlin anéantie.
Elle se console avec Jay Garrick, qui prétend être le Flash de Terre-2, mais elle déchante en apprenant sa véritable identité : il est en réalité un supersonique maléfique qui est venu sur Terre-Un pour voler la vitesse de Barry et détruire les autres univers. L'équipe finit par le vaincre, mais Caitlin se retrouve le cœur brisé une nouvelle fois.
Dans la troisième saison, elle commence à devenir Killer Frost à cause du Flashpoint. Elle a de plus en plus de mal à contrôler ses pulsions et ses pouvoirs, jusqu'à ce qu'elle reçoive un collier fabriqué par Cisco et Julian, un collègue de Barry. Cependant, un peu plus tard, elle se retrouve entre la vie et la mort, et Julian est contraint de lui enlever son collier. Dès lors, elle embrasse pleinement sa nature, se retourne contre ses amis et rejoint le camp de Savitar quand elle apprend qui il est. Elle finit toutefois par revenir du bon côté dans le final, mais choisit de quitter l'équipe pour un temps afin de se retrouver.
Dans la quatrième saison, six mois après son départ, Cisco retrouve Caitlin, serveuse dans un bar et redevenue elle-même, pour l'aider à libérer Barry de sa prison. Après sa libération, elle décide de reprendre sa place dans l'équipe et tourner la page de six mois dans le milieu du crime. Néanmoins, Caitlin doit gérer sa transformation en Killer Frost et son passé dans le crime finit par la rattraper, l'obligeant à affronter son ancienne patronne du crime, Amunet Black. Avec le temps, la personnalité de Killer Frost est devenue plus similaire à celle de Caitlin. Convaincues par Iris que ses deux identités peuvent finalement coexister, Caitlin et Killer Frost ont décidé d'être des alliées et non des ennemies, malgré leurs différences. Killer Frost rejoint les super-héros durant la crise Crisis on Earth-X. On découvre à la fin de la saison que Killer Frost existait bien avant l'explosion de particules.
Dans la cinquième saison, elle découvre que son père est vivant et elle redevient Killer Frost, maîtrisant beaucoup mieux ses pouvoirs.

### Eddie Thawne
Policier transféré à Central City, il est devenu le petit ami d'Iris West pendant que Barry était dans le coma. Dans l'épisode 17 de la première saison, Barry lui dévoile son secret et lui demande d'enquêter sur Harrison Wells, dont il est un ancêtre (Wells étant en réalité venu du futur pour tuer Barry). Il se sacrifie dans l'épisode 23 de la première saison afin d'effacer sa descendance et ainsi faire disparaître Eobard Thawne.
Dans la deuxième saison, il apparaît dans quelques flashbacks et dans le dernier épisode.
Dans la troisième saison, lorsque Barry se rend dans la Vitesse Pure, elle prend la forme d'Eddie pour le tourmenter et lui rappeler ceux qui sont morts par sa faute.

### Harrison Wells
Lors de la première saison, Harrison Wells est un scientifique travaillant dans les laboratoires de STAR Labs à Central City. Il est le créateur de l'accélérateur de particules responsable de la création de Flash. À la suite de l'explosion de l'accélérateur, il a prétendu être devenu paraplégique. Il est ensuite devenu le mentor de Barry / Flash et a tout fait pour réparer ses erreurs. Mais en réalité, le véritable Harrison Wells a été assassiné des années auparavant et remplacé par Eobard Thawne / Nega-Flash, un homme doué des mêmes pouvoirs que Flash et venu dans le passé pour le tuer alors qu'il était enfant.
Lors de la deuxième saison, les protagonistes découvrent l'existence de la Terre-2 et voient arriver une autre version d'Harrison Wells, dit Harry, de cette réalité alternative. Ils s'en méfient d'emblée, encore échaudés par leur expérience avec le précédent puis ils apprennent toutefois à lui faire confiance peu à peu. 
Dans la troisième saison, Harrison Wells de Terre-2 quitte l'équipe pour rentrer chez lui. Considérant qu'Harrison Wells est un membre infaillible de l'équipe, ils choisissent la version d'Harrison Wells de Terre-19, dit H. R., pour le remplacer. H. R. est très différent des deux précédents : il est en effet de nature joyeuse, enjouée et blagueuse, ce qui a parfois tendance à agacer le reste de l'équipe. Par ailleurs, iil n'est pas scientifique, mais écrivain. Il tombe amoureux de Tracy Brand, une scientifique qui aide l'équipe à vaincre Savitar. À la fin de la saison, il est tué par Savitar  après avoir choisi de se sacrifier en prenant la place d'Iris.
Dans la quatrième saison, Harrison Wells de Terre II réintègre la team Flash lors de leur combat contre DeVoe. Il perdra son intelligence à cause d'un piège de DeVoe. Il retrouvera un état normal, mais ne sera plus aussi intelligent qu'avant. Son équilibre intellectuel et émotionnel, le fera quitter la Team et leur Terre pour retrouver sa fille.
Dans la cinquième saison, Sherloque Wells, une version détective de Wells, rejoint l'équipe et dans un premier temps demande à être payé pour ses services. L'apparition de Nora et les mystères qui l'entourent, poussera Sherloque à enquêter sur elle pour découvrir ce qu'elle cache à sa famille et à ses proches.

### Wally West / Kid Flash
Wally West est le frère d'Iris et le fils (caché) de Joe. Il a été conçu peu avant la séparation des parents d'Iris. Joe apprend son existence lors de la deuxième saison, quand son ex-femme, atteinte d'un cancer et ne voulant pas que son fils reste seul après sa mort, vient annoncer son existence à Joe. Au début réfractaire envers cette nouvelle famille qu'il ne connaît pas, Wally noue rapidement des liens avec eux. À la fin de cette même saison, Wally apprend que Barry est Flash.
Dans la troisième saison, Wally West se retrouve avec des pouvoirs engendrés par la création du Flashpoint et que Alchemy lui a rendu. Il devient un speedster, endosse le costume de Kid Flash et travaille avec Barry, lors de sa lutte contre le crime.
Dans la quatrième saison, après la disparition de Barry, Wally reprend le relais avec son costume de Kid Flash accompagné de Cisco pour protéger Central City. Cependant, il doit se faire passer pour Flash auprès du Samouroïd qui menace d'attaquer la ville s'il ne se trouve pas face à lui. Après la libération de Barry, Jesse rompt avec Wally et ce dernier va la retrouver sur sa Terre pour en parler et comprend qu'ils ont besoin d'explorer leur vie. Une fois revenu, Wally découvre que personne n'a remarqué son absence et décide de s'installer à Blue Valley pour se concentrer sur lui-même. Wally revient plus tard pour le mariage de Barry et Iris, mais après cela, il continue son voyage introspectif.
Note : La suite de son histoire se poursuit dans la série dérivée Legends of Tomorrow. Réfugié dans un monastère en Chine, il est recruté par Rip Hunter pour rejoindre l'équipe des Légendes dans leur bataille contre le puissant démon du temps, Mallus.

### Julian Albert
Le personnage de Julian apparaît dans la saison 3, son apparition sur Terre est l'un des changements provoqués dans la nouvelle réalité après le Flashpoint.
Nouveau collègue de travail de Barry, ils ne s'entendent pas très bien au début. Il est révélé qu'il est en réalité le Docteur Alchemy, bien qu'il n'en ait aucun souvenir. Il découvre ensuite le secret de Barry et rejoint l'équipe de STAR Labs. Il tombe amoureux de Caitlin, et fait tout pour la guérir de ses pouvoirs. Il finira par quitter Central City pour partir à Londres.

### Ralph Dibny
C'est un ancien policier qui bossait avec Barry, il y a des années. Il apparaît dans la quatrième saison, il est l'un des passagers du bus qui a été frappé par la matière noire lorsque Barry est sorti de la prison de la Force Véloce. Ralph peut depuis lors étirer son corps comme il le veut et se fait appeler Elongated Man. Il intègre l'équipe Flash pour contrer les plans de DeVoe, mais ce dernier finit par prendre le contrôle de son corps. Plus tard, Ralph est prisonnier dans l'esprit de DeVoe et avec l'aide de Barry, il réussit à reprendre le contrôle de son corps, tuant ainsi DeVoe.
Dans la cinquième saison, il découvre l’existence des univers parallèles et reste un des éléments comiques de la série.
Dans la sixième saison, il part à la recherche de Sue Dearbon, une jeune fille qui a disparu.

### Cecile Horton
Elle travaille avec Barry, dans la troisième saison, elle devient la compagne de Joe et apprend l'existence du secret de Barry.
Dans la quatrième saison, elle tombe enceinte et peut lire dans les pensées.
Durant la cinquième saison, elle devient un personnage principal.

### Nora West-Allen
Elle apparaît dans la quatrième saison pendant le mariage de Barry et multiplie ensuite ses apparitions, les protagonistes apprennent qu'elle est la fille de Barry et Iris.
Dans la cinquième saison, elle est membre de l'équipe Flash et se fait appeler XS.

## Antagonistes

### Eobard Thawne / Reverse Flash / Imposteur de Harrison Wells (Terre 1)
Lors de la première saison, Eobard Thawne a endossé l'identité d'Harrison Wells après l'avoir assassiné des années auparavant. Ainsi, il se fait passer pour le scientifique de STAR Labs et créateur de l'accélérateur de particules, responsable de la création de Flash. À la suite de l'explosion de l'accélérateur, il a prétendu être devenu paraplégique puis est devenu le mentor de Barry. Mais, il cache un lourd et sombre secret. Au fil du temps, il est révélé qu'il a provoqué délibérément l'explosion de l'accélérateur. Finalement, Joe ayant toujours eu de la méfiance envers le scientifique, a continué de mener son enquête sur lui, aussi bien pour son instinct de policier que de son rôle de « père protecteur » envers Barry. La vérité finit par éclater et en découvrant le corps de Harrison Wells, l'équipe comprend que son identité a été usurpée. L'usurpateur se nomme en réalité Eobard Thawne, un homme doué des mêmes pouvoirs que Flash, venu dans le passé pour le tuer alors qu'il était enfant. La version future de Barry l'a alors suivi pour se sauver et Thawne a assassiné la mère de Barry, Nora, espérant traumatiser Barry à jamais afin de l'empêcher de devenir un héros. Toutefois, Thawne s'est ensuite retrouvé privé de ses pouvoirs. La seule solution pour lui était Flash et s'est donc résolu à changer ses projets en tuant le véritable Harrison Wells afin de construire l'accélérateur de particules censé donner ses pouvoirs à Barry et ensuite réintégrer son époque. Dans le dernier épisode de la première saison, Barry et ses amis réussissent à capturer Thawne après l'avoir démasqué et ce dernier propose à Barry de retourner dans le passé pour sauver sa mère. Une fois sur place, Barry se ravise et repart affronter Thawne, qui prend rapidement le dessus. Eddie se sacrifie alors, effaçant ainsi l'existence d'Eobard de la réalité.
Lors de la deuxième saison, ils apprennent que Thawne (sous l'apparence de Wells) a laissé un testament à l'attention de Barry dans lequel il avoue être le meurtrier de Nora Allen, ce qui permet d'innocenter définitivement le père de Barry. Il réapparaît brièvement au cours de la saison malgré la mort d'Eddie. Harrison Wells de Terre-II explique à l'équipe, médusée par la réapparition du super-vilain, que la Vitesse Pure (la source de son pouvoir) protège sa chronologie et ses différents voyages dans le temps, effectués au cours de sa vie et que d'autre part, celui-là n'a pas encore voyagé dans le temps pour tuer la mère de Barry et n'a donc pas été encore effacé. À la fin de la saison, Barry retourne dans le passé et empêche Eobard de tuer sa mère. Il lui porte de nombreux coups puis lui dit qu'il ne la tuera plus jamais avant de l'assommer, modifiant la chronologie.
Dans la troisième saison, Barry se trouve dans le Flashpoint et enferme Eobard dans une cage. Cependant, Barry commence à sentir les effets du Flashpoint sur lui et pour réparer ses erreurs, libère Thawne. Ce dernier retrouve sa capacité de voyager dans le temps et revient dans le passé pour tuer Nora. Après cela, il ramène Barry dans le présent et le prévient qu'ils se reverront très bientôt.
Dans la série dérivée DC: Legends of Tomorrow, Eobard Thawne est devenue une aberration temporelle et cherche à réécrire la réalité pour restaurer son existence, mais son plan échoue et il finit par être effacé de l'existence par Hunter Zolomon / Zoom devenu Black Flash.
Malgré sa disparition, les vestiges temporels d'Eobard sont préservés tout au long de l'histoire par la Vitesse Pure, gardant intacts les voyages dans le temps qu'il a effectué au cours de sa vie, afin de stabiliser la chronologie (où ses manipulations s'étendent sur plusieurs années) et empêcher d'autres paradoxes.
Dans la quatrième saison, lors du crossover, Eobard réapparaît mystérieusement comme un allié de Terre-X, préservant son apparence d'Harrison Wells et ses souvenirs. Il doit opérer Overgirl, dont le cœur meurt et doit lui transplanter celui de Supergirl, à la demande du Führer. Il les a finalement abandonnés à leur sort aux mains des héros de la Terre et de Supergirl et s'enfuit vers un lieu inconnu.
Dans la cinquième saison, Eobard manipule Nora, la fille de Barry et Iris. En effet, il est enfermé dans une prison pour méta-humains dans le futur, et Nora lui rend régulièrement visite. En réalité, Eobard aide simplement Nora à défaire Cicada pour être libre. Nora finit par disparaître à la grande satisfaction d'Eobard.
Dans la sixième saison, après la disparition de toutes les terres alternatives causée par la Crise de l'Anti-Monitor, toutes les versions d'Harrisson Wells finissent capitalisées dans le corps de Nash Wells, un aventurier multi-dimensionnel qui a rejoint le groupe et le dernier Wells restant. Eobard prend brièvement le contrôle du corps de Nash, avant d'être repoussé par Barry et emprisonné sous la forme de tachyons dans sa création la Vitesse Pure Négative.
Mais à la fin de la septième saison, Barry demande à Nora la Vitesse Pure de restaurer Thawne pour qu'il l'aide à abattre August Heart / Godspeed. Barry et Eobard combattent Godspeed ensemble et Eobard défait Godspeed manquant de le tuer. Il se tourne ensuite contre Flash mais ce dernier étant devenu plus rapide que lui le repousse facilement. Eobard déclare qu'ils livreront bientôt leur dernier combat avant de s'enfuir.
Au début de la huitième saison, Eobard lance son ultime plan : le Flashpoint Négatif. Il crée un univers temporel où il est sur le point d'épouser Iris, qu'il est toujours le chef de la Team Flash et que tous les alliés de la Team Flash, (la Bat Team et la Team Supergirl), le soutiennent et où Barry est le méchant autrement dit le Reverse Flash. Pendant un temps, Thawne savoure sa vengeance contre Barry. Mais ce dernier réussit à rétablir l'univers original avec l'aide de Damien Darhk, quand il lui apprend que sa fille est vivante dans l'univers original. Lorsqu'un alien appelé Despero vient sur Terre pour tuer Eobard, Barry s'interpose et réussit après un terrible combat à vaincre Despero. Eobard tente de persuader les membres de la Team Flash de le tuer mais sans succès. Pour s'assurer que Thawne ne fera plus jamais de mal à personne, Barry utilise ses pouvoirs pour privé Eobard de sa vitesse, lui retirant tous ses pouvoirs et sa connexion à la Vitesse Pure Négative. Eobard Thawne est enfin vaincu pour de bon et emmené dans la Prison de l'A.R.G.U.S.

### Hunter Zolomon / Zoom
Jay Garrick prétend être le Flash d'un autre univers, Terre II. Son costume est différent de celui de Barry Allen. Il porte un chandail rouge avec un éclair jaune sur sa poitrine et un casque évoquant le dieu Hermès. Il apparaît dans le premier épisode de la deuxième saison et explique à Barry que son univers est mis en danger par un autre être doué d'une vitesse surhumaine, appelé Zoom. Il noue peu à peu des liens avec l'équipe et Caitlin tombe amoureuse de lui.
Toutefois, il s'avère que son vrai nom est Hunter Zolomon, qu'il est en réalité Zoom lui-même et qu'il s'est fait passer pour Jay Garrick, qui est le vrai Flash de Terre-2. Zoom a en fait usurpé l'identité du héros avoir l'avoir capturé, et s'est rendu sur Terre-I pour voler la vitesse de Barry afin de sauver sa propre vie mise en danger par ses pouvoirs. Lorsque l'équipe de Star-Labs découvre la vérité, elle est déçue d'avoir été abusée une seconde fois. Zoom finit par forcer Barry à lui donner sa vitesse en menaçant la vie de Wally. Décidé à faire perdre pied au jeune héros, Zoom tue Henry Allen sous ses yeux, puis sachant que Barry a récupéré ses pouvoirs entretemps, il le défie à la course afin de déterminer lequel des deux est le plus rapide. Il s'avère que cette proposition est en réalité destinée à engendrer suffisamment d'énergie pour détruire tous les autres univers alternatifs. Barry réussi à contrecarrer les plans de Zoom et à le battre, (le laissant se faire emmener par les Spectres Temporels), mais Barry ressort bouleversé par la mort de son père, ce qui le pousse à remonter le temps pour empêcher l'assassinat de sa mère, sans penser aux conséquences. Il finira par renoncer pour restaurer la chronologie originale.
Transformé par les Spectres Temporels en une créature supersonique à l’allure de zombie, Hunter devient par la suite Black Flash et traque Eobard Thawne devenu une aberration temporelle dans la série dérivée DC: Legends of Tomorrow. Il réussira à le tuer et retournera dans la Vitesse Pure mais pas avant de menacer Sara Lance en rugissant.
Hunter affrontera Barry une nouvelle fois, quand ce dernier se rend dans la Vitesse Pure pour sauver Wally emprisonné dans la prison de Savitar. Barry réussira à le vaincre. Hunter réapparaîtra pour tuer Savitar mais se fait tuer par Killer Frost à la fin de la troisième saison.

### Barry Allen / Savitar
Surnommé du même nom que le dieu hindou du mouvement, Savitar s'est auto-proclamé Dieu de la Vitesse. Selon Jay Garrick, d'après les légendes et les mythes, Savitar est le premier Speedster du Multivers. Dans la nouvelle réalité temporelle créé par Barry, Savitar s'est servi de Julian Albert pour se libérer de la Vitesse Pure et l'utilise comme hôte pour restaurer les pouvoirs des méta-humains du Flashpoint dans la nouvelle réalité, sous le nom de Dr Alchemy. En jetant la pierre philosophale dans la Vitesse Pure, Barry et Jay Garrick ont fait disparaître Savitar qui se trouve également dans la Vitesse Pure. Cependant, Caitlin qui espérait se débarrasser de ses pouvoirs de Killer Frost, avait secrètement prélevé une partie de la pierre, avant qu'elle ne soit jetée ce qui a permis à Savitar de hanter l'esprit de Wally et le faire halluciner, cherchant à le manipuler afin qu'il prenne sa place dans sa prison et ainsi se libérer.
Après sa libération, le Dieu de la Vitesse, se trouve confronté à Jesse Quick, qui finit par le blesser avec une partie de son armure, ce qui a permis à l'équipe de comprendre que derrière l'armure se cache un humain. Une fois que Caitlin est devenue Killer Frost, pour gagner sa confiance et se joindre à lui, Savitar retire son armure et lui révèle sa véritable identité.
Barry finit par découvrir l'identité de son ennemi : Savitar est en fait un double temporel de 2021 créé par un Flash ayant vécu la mort d'Iris. Bouleversé par la perte de sa femme, Barry va confronter Savitar et créer des doubles temporels de lui-même ; décidant d'assurer son existence, le Savitar de cette époque tuera tous les doubles sauf un qui sera le futur Savitar. Brisé et rejeté par la Team Flash car il n'est pas le vrai Barry Allen, mais seulement une aberration temporelle, ce double, voulant que sa souffrance s'arrête et convaincu qu'un dieu ne souffre pas, a finalement décidé de devenir un dieu lui-même et contrôler le temps. Il décide de créer une boucle temporelle de cause à effet perpétuel dont l’événement déclencheur est la mort d'Iris. Afin d'accomplir son plan, Savitar enlève Iris et se prépare à la tuer au moment venu devant Barry, mais tue HR, qui avait pris l'apparence d'Iris. La survie de cette dernière provoque la rupture de cette boucle et l'altération du futur. Mais pour éviter que le paradoxe temporel ne le rattrape et ne l'efface de l'existence, Savitar enlève Cisco et le force à construire un appareil afin de se diviser à travers le temps et exister pour toujours, empêchant ainsi que le paradoxe ne l'efface de la réalité, mais son plan échoue et après une brève bataille, il est tué par Iris avant d'être effacé de l'existence.

### Clifford DeVoe / Le Penseur
Le professeur Clifford Devoe est l'ennemi principal de la saison 4. Il est un ancien professeur d'histoire de l'université de Central City et s'est servi de la matière noire de l'explosion de l'accélérateur de particules pour alimenter son casque de développement mental et ainsi amplifier son esprit. Il est ainsi devenu « Le Penseur », un être d'une intelligence incommensurable, mais ses nouveaux pouvoirs mentaux épuisent son corps, l'obligeant à se tenir assis dans un siège cybernétique auquel il est relié quasiment en permanence.
Pour remédier à sa condition, DeVoe élabore un plan : il se sert d'un androïde créé par sa femme pour menacer Central City et forcer l'équipe à libérer Barry. La matière noire relâchée durant la libération de Barry crée douze nouveaux méta-humains dont DeVoe récupère peu à peu tous les pouvoirs et s'installe dans le corps de Ralph, un détective privé capable d'allonger son corps qui a récemment rejoint l'équipe, lui permettant d'être guéri et surpuissant.
DeVoe tente de faire croire à sa mort et s'arrange pour que Barry soit accusé du crime et envoyé en prison, mais ce dernier finit par sortir légalement. Après avoir récupéré les pouvoirs des douze métahumains créés par le retour de Barry, Devoe lance un projet destiné à développer l'intelligence de chaque humain sur Terre, faisant peu de cas de la très grande part de la population qui ne supportera pas le processus et mourra. Il est toutefois neutralisé par Barry, qui parvient à découvrir ses projets avec l'aide de la femme de DeVoe (cette dernière ayant réalisé que son mari était réellement devenu mauvais). 
Ralph Dibny parvient avec l'aide de Barry à reprendre le contrôle de son corps, semblant vaincre DeVoe. Mais ce dernier, grâce aux pouvoirs de Kilgore, revient sous la forme d'un hologramme. Il est tué pour de bon par sa femme quand elle retire la source d'énergie de sa chaise. Barry et sa fille venue du Futur, Nora West Allen, détruisent ensuite son satellite, faisant échouer son plan.

### Orlyn Doyer (Cicada I) et Grâce Gibbons (Cicada II)
Après avoir détruit le satellite que DeVoe a lancé sur la Terre, de nouveaux métas ont été créés à cause de la matière noire qui se trouvait dans les débris. Orlin Dwyer, un ouvrier en promenade avec sa nièce lors de l'incident, a été infecté par la matière noire : Orlin a acquis une force surhumaine mais a été empoisonné, tandis que sa nièce Grace est tombée dans le coma. 
Orlin a dès lors développé une haine viscérale contre les méta-humains, et a commencé à les pourchasser pour les exterminer. Sa réputation a fait du chemin, car Nora a entendu parler de lui des années plus tard et explique à Barry que celui qu'on appelle Cicada est devenu le seul méta-humain que Flash n'a pas réussi à vaincre.
L'équipe est confrontée à de nombreuses reprises à Cicada mais c'est un adversaire coriace, car en plus de sa force physique, il possède une dague infectée par la matière noire qui lui permet de supprimer les pouvoirs des méta-humains qui l'entourent. Alors qu'Orlin est vaincu, l'équipe se retrouve confrontée à un autre Cicada, qui s'avère être Grace elle-même, venue du futur et ayant le même objectif que son oncle. La Grace du futur assassine Orlin après qu'il a voulu la convaincre que la Team FLASH voulait juste l'aider. Il réapparaît dans la tête de la jeune Grace lors de l'avant-dernier épisode de la saison 5 pour convaincre sa nièce que Flash veut l'aider. La Grace du futur est effacée de l'existence lorsque la jeune Grace se réveille.

### Ramsey Rosso / Bloodwork
Ramsey est le principal antagoniste du début de la saison 6. Il était un ami de Caitlin. Il ne peut sauver sa mère atteinte d'une maladie rare et mortelle, le cancer HLH. Des années plus tard, lorsqu'il apprend qu'il est atteint de cette même maladie, il refuse de mourir et se transforme progressivement avec l'aide d'un sérum composé de matière noire en une créature monstrueuse, se nommant Bloodwork. Il compte utiliser ses pouvoirs pour contaminer la race humaine pour qu'ils deviennent ses créatures et vivent à jamais. La Team Flash parviendra à le stopper et Ramsey sera envoyé dans la Prison de l'A.R.G.U.S. Lorsque les créatures d'Eva McCulloch viennent pour son sang afin de la libérer du Monde du Miroir, il accepte de leur donner. Quand les créatures d'Eva forcent la prison de l'A.R.G.U.S, il refuse de s'évader, clamant qu'il y a plus d'une façon de s'échapper et qu'il joue sur le long terme, sous entendant qu'il a de futurs plans qu'il mettra bientôt en action.  

### Joseph Carver
Carver est l'un des antagonistes principaux de la saison 6. Il dirige une organisation criminelle Black Hole. Il sera tué à la fin de la saison par sa femme Eva McCulloch. Après la mort de Carver, Black Hole sera anéantie par Ultraviolet alias Esperanza Garcia une ancienne méta-humaine s'étant rebellée et la cousine d'Allegra Garcia, la nouvelle membre de la Team Flash.

### Eva McCulloch (Mirror Monarch)
Eva McCulloch est l'une des antagonistes principaux de la saison 6 et la principale antagoniste du début de la saison 7. Dans la saison 6, elle est prisonnière du Monde Miroir et tente de s'en échapper. Elle crée une équipe de créatures miroirs pour l'aider à s'échapper. Elles sont détruites mais récupèrent pour elle le sang de Ramsey Rosso / Bloodwork. Elle réussit à s'échapper et à tuer son mari Joseph Carver qu'elle juge responsable de ses malheurs. Elle reprend le contrôle de sa société et gagne une nouvelle équipe composée de 3 méta-humaines, Sunshine, Dr. Light et Ultraviolet qui ne supportaient plus d'êtres les pions de Carver. En réalité, la vraie Eva McCulloch est morte durant l'explosion de l'accélérateur de particules, Eva a été créée quand la vraie Eva a touché le miroir. Quand Flash révèle la vérité à Central City, Eva devient folle de rage et décide d'emprisonner tout le monde dans le Monde du Miroir et de remplacer les Humains par ses créations. Flash ne peut lutter contre Mirror Master mais Iris ayant passé beaucoup de temps avec Eva la convainc de renoncer à son projet en lui faisant réaliser le Pouvoir de l'Amour. Eva retourne dans le Monde du Miroir, fait la paix avec la Team Flash et décide d'apprendre à ses créatures l'Amour.

### August Heart (Godspeed)
Une version de Godspeed a affronté Nora la fille de Barry et d'Iris dans le futur. August Heart travaillant à Mercury Labs, volera le sérum de Velocity 9 obtenant une vitesse artificielle et devenant Godspeed. Il a assassiné Lia Nelson, la meilleure amie de Nora, avant d'être vaincu par Nora avec l'aide d'Eobard Thawne. Cette version de Godspeed disparaîtra après que Nora ait disparu, ayant changé son futur en aidant ses parents et la Team Flash à supprimer Cicada de l'existence.
Godspeed sera le principal antagoniste de la fin de la saison 7. Une nouvelle version d'August apparaîtra et il enverra des clones de lui pour tuer Flash mais ils échoueront. Plus tard, on découvrira que Godspeed est le némésis de Bart Allen (le fils de Barry et d'Iris) comme Thawne est celui de Barry, car dans un futur effacé, Godspeed a tué Jay de Terre 3 devenu l'oncle de Bart. Il affrontera brièvement Bart et la nouvelle version de Nora avant de s'enfuir dans le passé. Il créera plusieurs clones de lui pour voler la vitesse de Barry et survivre mais créera également une faction de clones souhaitant exister et désirant être libres en tuant Heart. Cela aura également pour conséquence de lui faire perdre tous ses souvenirs. Alors que la Guerre des Godspeeds fait rage car tous les clones sont de force égale et comme il ne peut y avoir de vainqueur, Central City menace d'être détruite. Heart récupèrera ses souvenirs, obtiendra la vitesse de Barry et réabsorbera tous ses clones, devenant un véritable super sonique. Il sera finalement confronté par Flash et Eobard Thawne, ce dernier ayant été ramené par Nora la Vitesse Pure à la demande de Barry pour l'aider. August sera vaincu par Thawne qui manquera de peu de le tuer.Tous ses souvenirs concernant l'identité secrète de Barry seront effacés par Nora et il sera emmené en Prison à Iron Heights.

## Alliés

### Oliver Queen / Green Arrow/flash lors d'un crossover
Green Arrow est un jeune millionnaire qui habite Starling City. Il rend la justice dans un costume vert avec un arc et des flèches.

### John Diggle / Spartan
Il est le partenaire d'Arrow.

### Felecity Smoak / Overwatch
Elle est la partenaire et femme d'Oliver Queen / Green Arrow.

### Henry Allen
C'est le père de Barry, mis en prison durant des années pour le meurtre de Nora Allen, sa femme, qu'il n'a pas commis. Il a été libéré lorsque Barry a réussi à prouver qu'Eobard Thawne était l'assassin, mais il est assassiné peu après par Zoom.

### Ronnie Raymond / Firestorm
L'époux de Caitlin Snow et ancienne moitié atomique du professeur Stein, il est mort au début de la saison 2.

### Martin Stein / Firestorm
Martin Stein est un brillant physicien. Il a créé une sorte de matrice énergétique dans le cadre du projet Firestorm. Au cours de l'accident de l'accélérateur de particules, il fusionnera avec la matrice et Ronnie Raymond, donnant naissance à l'Homme Nucléaire. Lui et Ronnie finiront par être séparés (non sans un dégagement d'énergie équivalent à une frappe nucléaire). Cette fusion prolongée ne sera toutefois pas sans conséquences, car Ronnie et Martin sont désormais liés psychiquement et conscients de leurs goûts respectifs.
Au cours de la deuxième saison, Martin et Ronnie mettront fin au trou noir qui menaçait Central City avec Flash ce qui entraîne la disparition et probablement la mort de Ronnie. Son décès provoque une subite dégradation de son état et l'instabilité de Firestorm, forçant l'équipe à trouver un remplaçant pour le sauver. Le candidat choisi est Jefferson Jackson, ancien sportif qui a vu sa carrière brisée.
Plus tard, il rejoint l'équipe de protagonistes dans la série dérivée Legends of Tomorrow, pour sauver le futur de la domination de Vandal Savage et protéger le flux temporel. Cependant, à cause de ses interactions passées avec son jeune lui de 1987, en lui rappelant l'importance de chérir sa femme, Stein crée accidentellement une aberration temporelle, lorsqu'il découvre avec surprise l'existence de sa fille, Lily. Début réticent, face à cette inconnue, Stein apprend au fur et à mesure à connaitre sa fille, qui partage la même passion pour la science.
Lors de la saison 3 de Legends of Tomorrow, Stein devient grand-père et avec l'aide de Jefferson et Mick, assiste à la naissance de son petit-fils, nommé Ronnie en mémoire de son ancien partenaire de Firestorm. Au fil du temps, Stein commence à prendre du recul avec l'équipe, voulant retourner auprès de sa famille et décide avec Jax de briser la matrice de Firestorm. Les nazis de Terre-X envahissent Terre-I et enferment Stein, Jefferson, Barry, Oliver, Sara et Alex Danvers dans leur univers. Dans un ultime effort pour activer la brèche et regagner Terre-I, Stein se fait tirer dessus à plusieurs reprises par un nazi. Finalement, l'état de Stein est irréversible, la seule chose qui le maintient en vie est son lien psychique, mais cela commence à tuer également Jefferson. Malgré ses protestations, Jax ne peut qu'accepter la décision fatale de Stein de rompre le lien, pour sauver le jeune homme et mourir en paix.

### DrTina McGee
Directrice de Mercury Labs, principal concurrent de STAR Labs.

### Laurel Lance / Black Canary
Laurel Lance est la fille du policier Quentin Lance et la sœur de Sara Lance. Elle est aussi Black Canary, en hommage à sa sœur qui était décédée.

### Sara Lance / White Canary
Ancienne membre de la Ligue des Assassins et de la Team Arrow. Elle est la fille de Quentin et de Dinah Lance, la sœur cadette de Laurel Lance, et l'ex-amante/amie proche d'Oliver Queen. Elle est maintenant le capitaine des Legends.

### Leonard Snart / Captain Cold
Leonard Snart est un criminel ingénieux connu sous le surnom de Capitaine Cold. Ayant volé à Cisco une invention pouvant congeler tous ce qu'elle touche, il est l'un des adversaires les plus dangereux qu'affronte Barry Allen, qui n'hésite pas à tuer au cours de ses braquages. C'est aussi celui qui est le plus susceptible de passer un accord avec Flash, connaissant sa véritable identité.
Plus tard, il rejoint l'équipe de protagonistes dans la série dérivée DC: Legends of Tomorrow et se sacrifiera à la fin de la première saison. Snart réapparaîtra dans la saison 2 avec l'aide d'Eobard Thawne pour rejoindre son groupe et changer la réalité, le plan échouera et les Legends le renverra à l'époque où le Néga-Flash l'avait arraché de la chronologie.
Barry remonte toutefois le temps dans la saison 3 afin de requérir ses services pour dérober un objet dans les locaux de l'ARGUS.
Lors du Crossover de Terre X, une version de Snart provenant de cette Terre fait son apparition, il se fait appeler Leo et se trouve différent de son homologue de Terre I, il possède le même sarcasme mais possède une attitude plus optimiste. Dans la saison 3 de Legends of Tomorrow, Il utilise ses compétences en psychothérapie pour aider l'équipe à faire le deuil de Martin Stein, récemment décédé.

### Mick Rory / Heat Wave
C'est un équipier de Léonard. Il est beaucoup moins réfléchi que lui, et utilise un pistolet spécialisé capable de lancer des flammes.

### Lisa Snart / Golden Glider
Lisa Snart est la petite sœur de Leonard Snart/Captain Cold. Elle est une voleuse sans grande envergure avec un sens morale qui lui vient de son grand frère.

### Patty Spivot
Patty Spivot arrive à Central City et demande à Joe West de devenir membre de la brigade anti-méta-humain. Mais il refuse, elle rencontre aussi Barry Allen et lui demande de plaider sa cause. Après avoir montré ses qualités et avoir découvert que son père a été tué par Mark Mardon, Joe accepte. Après avoir avoué ses sentiments et vécu une relation avec Barry, Patty lui explique que  maintenant l'affaire de son père est réglé, elle va quitter tout pour reprendre ses études et devenir une experte de scène de crime comme elle l'a toujours voulue à Midway City.

### Thea Queen / Speedy
Thea Queen est la sœur de Oliver Queen et fille de Moira et Robert Queen.

### Ray Palmer / Atom
Raymond Carson "Ray" Palmer est un scientifique et inventeur qui apparaît dès le début de la saison 3 d'Arrow en tant que repreneur de Queen Consolidated. Ray Palmer est également l'identité d'Atom un super-héros de DC Comics. Il est l'un des protagonistes principaux de la série Legends of Tomorrow.

### Jesse Chambers Wells / Jesse Quick
Fille de Harrison Wells de Terre II, appelé « Harry » sur Terre I

### Jay Garrick / Flash (Terre III)
Il apparaît la première fois dans la saison deux, il a été enlevé par Zoom qui a pris son nom.
Il donne un indice sur son identité et celle de Zoom à l'équipe en tapant en langage codé "JAY" contre une vitre. Il se fait libérer à la fin de la saison par l'équipe qui apprend que c'est le double de Terre-3 du père de Barry.

## Ennemis récurrents

### Mark Mardon / Weather Wizard
Mark Mardon est un méta-humain qui contrôle de la météo. Il veut se venger de celui qui a tué son frère, Clyde Mardon et s'en prend à Joe West. Il créer un gigantesque raz-de-marée qui va dévaster Central City. Après un retour accidentel dans le passé, Barry le trouve rapidement et l'enferme dans le pipeline.

### Hartley Rathawey / Pied Paper
Hartley Rathaway, scientifique brillant et fils d'un magnat des industries, a été l'un des meilleurs disciples de Harrison Wells avant que celui-ci ne s'en sépare car Hartley était contre la mise en service de l'accélérateur de particules, car il en avait calculé les risques. Il est en froid avec ses parents que l'on voit dans l'épisode "Capitaine glaçons" dans lequel son père le mentionne en descendant d'un avion, après l'acquisition du tableau "Le Feu et la Glace".